# Albert Grey (hrabia)
Albert Henry George Grey, 4. hrabia Grey (ur. 28 listopada 1851 w St. James’s Palace w Londynie, zm. 29 sierpnia 1917) – brytyjski polityk. 

## Życiorys
Ukończył Trinity College na Uniwersytecie Cambridge.
W latach (1904–1911) generalny gubernator Kanady. W 1909 roku ufundował puchar, wręczany do dziś, dla zespołu który zdobył Mistrzostwo Kanady Seniorów w Futbolu.